# Feuchte Ebene - Leithaauen
Feuchte Ebene - Leithaauen este o arie protejată (arie specială de conservare — SAC, sit de importanță comunitară — SCI) din Austria întinsă pe o suprafață de 5.086,32 ha, integral pe uscat.

## Localizare
Centrul sitului Feuchte Ebene - Leithaauen este situat la coordonatele 48°00′30″N 16°27′40″E / 48.0083°N 16.4611°E.

## Înființare
Situl Feuchte Ebene - Leithaauen a fost declarat sit de importanță comunitară în ianuarie 1998 pentru a proteja 7 specii de plante și 42 de specii de animale. Situl a fost protejat și ca arie specială de conservare în martie 2011.

## Biodiversitate
Situată în ecoregiunea continentală, aria protejată conține 17 habitate naturale: Ape stătătoare oligotrofe până la mezotrofe, cu vegetație de Littorelletea uniflorae și/sau de Isoëto-Nanojuncetea, Ape puternic oligomezotrofe cu vegetație bentonică cu Chara spp., Lacuri eutrofice naturale cu vegetație de tip Magnopotamion sau Hydrocharition, Râuri de munte și vegetația lor lemnoasă cu Salix elaeagnos, Râuri cu maluri nămoloase cu vegetație de Chenopodion rubri p.p. și Bidention p.p., Pajiști carstice calcaroase sau bazofile, de Alysso-Sedion albi, Pajiști uscate seminaturale și facies de acoperire cu tufișuri pe substraturi calcaroase (Festuco-Brometalia) (* situri importante pentru orhidee), Pajiști stepice subpanonice, Pajiști cu Molinia pe soluri calcaroase, turboase sau argilos-nămoloase (Molinion caeruleae), Liziere de ierburi înalte hidrofile de câmpie și de nivel montan până la alpin, Fânețe de joasă altitudine (Alopecurus pratensis, Sanguisorba officinalis), Mlaștini calcaroase cu Cladium mariscus și specii de Caricion davallianae, Mlaștini alcaline, Păduri aluvionare cu Alnus glutinosa și Fraxinus excelsior (Alno-Padion, Alnion incanae, Salicion albae), Păduri mixte riverane de Quercus robur, Ulmus laevis și Ulmus minor, Fraxinus excelsior sau Fraxinus angustifolia, de-a lungul marilor râuri (Ulmenion minoris), Păduri panonice cu Quercus petraea și Carpinus betulus, Păduri stepice euro-siberiene cu Quercus spp..
La baza desemnării sitului se află mai multe specii protejate:
- plante (7): clopțelul cu frunze de crin (Adenophora lilifolia), Apium repens, Cirsium brachycephalum, Gladiolus palustris, Klasea lycopifolia, sisinei (Pulsatilla grandis), Thesium ebracteatum
- amfibieni (3): buhai de baltă cu burta roșie (Bombina bombina), Triturus carnifex, triton cu creastă dobrogean (Triturus dobrogicus)
- mamifere (8): liliac cârn (Barbastella barbastellus), castor (Castor fiber), vidră de râu (Lutra lutra), dihor de stepă (Mustela eversmanii), liliac cărămiziu (Myotis emarginatus), liliac comun (Myotis myotis), liliacul mic cu potcoavă (Rhinolophus hipposideros), popândău (Spermophilus citellus)
- nevertebrate (20): croitorul mare al stejarului (Cerambyx cerdo), Coenagrion ornatum, Coenonympha oedippus, Cucujus cinnaberinus, fluturele de noapte (Eriogaster catax), fluturele flitirar (Euphydryas maturna), Euplagia quadripunctaria, Isophya costata, libelule (Leucorrhinia pectoralis), Lignyoptera fumidaria, Limoniscus violaceus, rădașcă (Lucanus cervus), fluturele purpuriu (Lycaena dispar), phengaris nausithous (Maculinea nausithous), Maculinea teleius, Ophiogomphus cecilia, Osmoderma eremita Complex, Rosalia alpina, Vertigo angustior, Vertigo moulinsiana
- pești (11): avat (Aspius aspius), Cobitis taenia Complex, răspăr (Gymnocephalus schraetzer), țipar (Misgurnus fossilis), săbiță (Pelecus cultratus), boarță (Rhodeus amarus), porcușor de șes (Romanogobio vladykovi), babușcă de tur (Rutilus virgo), câră (Sabanejewia balcanica), țigănuș (Umbra krameri), fusar (Zingel streber)

Pe lângă speciile protejate, pe teritoriul sitului au mai fost identificate 67 de specii de plante, 10 specii de amfibieni, 15 specii de mamifere, 51 de specii de nevertebrate, 2 specii de pești, 7 specii de reptile.